# لويس لوبيز (لاعب كرة قدم مكسيكي)
لويس لوبيز (بالإسبانية: Luis Fernando López Payan)‏ هو لاعب كرة قدم مكسيكي، ولد في 20 ديسمبر 1999 في كولياكان في المكسيك. لعب مع دورادوس سينالوا.

## وصلات خارجية
- لويس لوبيز على موقع قاعدة بيانات كرة القدم.إي يو (الإنجليزية)
- لويس لوبيز على موقع Soccerway.com (الإنجليزية)
- لويس لوبيز على موقع عالم كرة القدم.نت (الإنجليزية)